# Circondario di Pallanza
Il circondario di Pallanza era uno dei circondari in cui era suddivisa la provincia di Novara.

## Storia
In seguito all'annessione della Lombardia dal Regno Lombardo-Veneto al Regno di Sardegna (1859), fu emanato il decreto Rattazzi, che riorganizzava la struttura amministrativa del Regno, suddiviso in province, a loro volta suddivise in circondari.
Il circondario di Pallanza fu creato come suddivisione della provincia di Novara; il territorio corrispondeva a quello della soppressa provincia di Pallanza del Regno di Sardegna, appartenuta alla divisione di Novara.
Con l'Unità d'Italia (1861) la suddivisione in province e circondari fu estesa all'intera Penisola, lasciando invariate le suddivisioni stabilite dal decreto Rattazzi.
Il circondario di Pallanza venne soppresso nel 1926 e il territorio assegnato al circondario di Novara.

## Suddivisione
Al momento della soppressione il Circondario era suddiviso in sei mandamenti:
- Mandamento di Pallanza
  - Baveno, Bieno, Cavandone, Cossogno, Miazzina, Pallanza, Rovegro, Santino, Suna, Unchio.
- Mandamento di Intra
  - Arizzano Inferiore, Arizzano Superiore, Aurano, Bee, Cambiasca, Caprezzo, Cargiago, Esio, Ghiffa, Intra, Intragna, Oggebbio, Premeno, Trobaso, Vignone, Zoverallo.
- Mandamento di Cannobio
  - Cannero, Cannobio, Cavaglio San Donnino, Cursolo, Falmenta, Gurro, Orasso, San Bartolomeo Valmara, Sant'Agata sopra Cannobio, Spoccia, Traffiume, Trarego, Viggiona.
- Mandamento di Lesa
  - Belgirate, Brisino, Brovello, Calogna, Carpugnino, Chignolo Verbano, Comnago, Corciago, Fosseno, Gignese, Graglia Piana, Lesa, Magognino, Massino, Nebbiuno, Nocco, Pisano, Stresa, Stropino, Tapigliano, Vezzo.
- Mandamento di Omegna
  - Agrano, Casale Corte Cerro, Cireggio, Crana Gattugno, Crusinallo, Fornero, Forno, Germagno, Gravellona Toce, Loreglia, Luzzogno, Massiola, Omegna, Quarna Sopra, Quarna Sotto, Sambughetto.

- Mandamento di Ornavasso
  - Anzola d'Ossola, Cuzzago, Fomarco, Mergozzo, Migiandone, Ornavasso, Premosello, Rumianca, Vogogna.

In origine faceva parte del circondario anche il Mandamento di Arona con i comuni di: Arona, Colazza, Dagnente, Ghevio, Invorio Inferiore, Invorio Superiore, Meina, Mercurago, Montrigiasco, Oleggio Castello, Paruzzaro, Sovazza.